# John Phillips (geoloog)

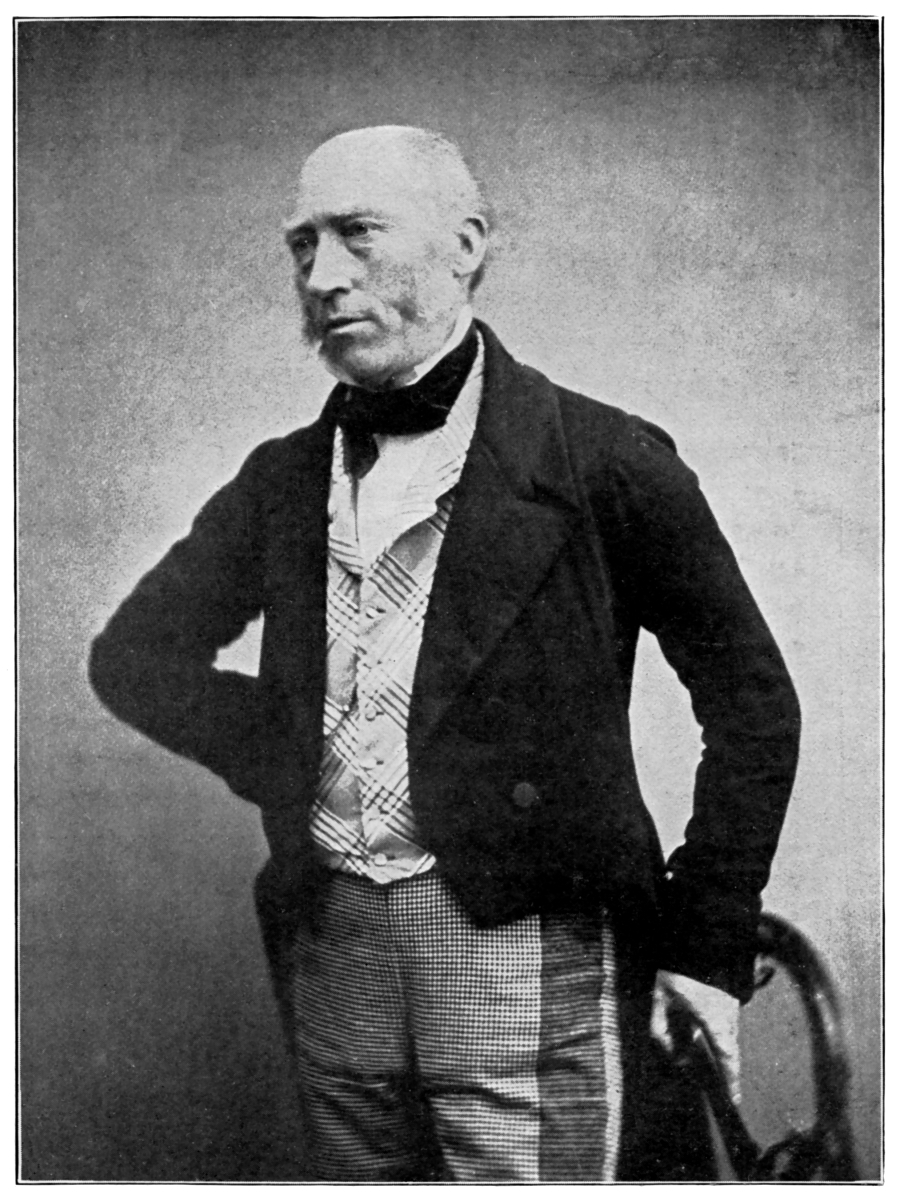
John Phillips

John Phillips (Marden (Wiltshire), 25 december 1800 - Oxford, 24 april 1874) was een Engels geoloog. Phillips bracht de geologie van Yorkshire en omstreken in kaart en bestudeerde de fossielen in het Paleozoïcum van Zuid-Engeland. Zijn bekendste bijdrage aan de geologie is de naamgeving van de era's Paleozoïcum, Mesozoïcum en Cenozoïcum.

## Levensloop
Phillips' vader was een oorspronkelijk uit Wales afkomstig belastinginspecteur, zijn oom aan moeders kant was de geoloog William Smith (1769-1839). Omdat zijn beide ouders overleden toen hij nog jong was werd hij door zijn oom opgevoed en vergezelde hij hem op zijn reizen door Engeland bij het samenstellen van de eerste geologische kaart van dat land. Hoewel Smith in die periode telkens moeite had het hoofd boven water te houden zal Phillips veel van zijn oom geleerd hebben. Toen Smith in 1824 in York lessen ging geven in geologie, vond Phillips vergelijkbaar werk in de musea in de omgeving. In 1826 werd hij suppoost van het Yorkshire Museum.
Vanuit York maakte Phillips tochten in de omgeving, waarbij hij de geologie in kaart bracht. In 1831 was hij betrokken bij de oprichting van de British Association for the Advancement of Science in York en in 1834 werd hij hoogleraar geologie aan het King's College London en verkozen tot Fellow of the Royal Society. In 1840 beëindigde hij zijn werkzaamheden in York om in dienst te treden van de British Geological Survey onder Henry de la Beche.
In 1844 werd hij hoogleraar aan de University of Dublin, negen jaar later werd hij werd hij lector aan de University of Oxford, onder William Buckland. Toen Buckland in 1856 overleed volgde hij hem op als hoogleraar. In Oxford was hij betrokken bij de oprichting van een nieuw museum, ook was hij curator van het Ashmolean Museum. In 1874 viel hij van een trap en overleed aan de gevolgen hiervan.

## Werk
Phillips bestudeerde en beschreef in dienst van de Geological Survey de fossielen van het Britse Paleozoïcum in Devon, Cornwall en het westen van Somerset. In 1841 deelde hij de stratigrafie in in drieën: het Paleozoïcum (tijdperk van de vissen), het Mesozoïcum (tijdperk van de reptielen) en het Cenozoïcum (tijdperk van de zoogdieren). Deze driedeling wordt tegenwoordig ook nog gebruikt.
Hoewel hij geen aanhanger van natuurlijke theologie (het geloof dat geologische waarnemingen met de Bijbel te verklaren zijn), was hij ook geen aanhanger van Darwins evolutietheorie. Als gelovig man had Phillips moeite met Darwins theorie. Hij geloofde dat evolutie van soorten slechts beperkt tot bepaalde hoofdgroepen plaats kon vinden.
Phillips toonde aan dat Darwins berekening van de ouderdom van de Aarde niet klopte, en deed zelf een nauwkeuriger berekening. Hij kwam tot 500 miljoen jaar. In tegenstelling tot Darwin en Charles Lyell geloofde Phillips dat de evolutie van soorten goed terug te vinden is in fossielen. Hij toonde aan dat het leven in de loop der tijd steeds diverser geworden was (en niet alleen anders), dus dat er in de loop der tijd steeds meer verschillende soorten kwamen. Ook ontdekte hij dat er op de overgangen tussen de drie tijdperken die hij benoemd had fasen (zogenaamde massa-extincties) waren geweest waarin de diversiteit sterk afnam door het uitsterven van veel soorten.

## Eerbetoon
De krater Phillips op de maan werd naar hem genoemd.
- Bibsys: 90567519
- Biblioteca Nacional de España: XX1114197
- Bibliothèque nationale de France: cb12391575b (data)
- Author citation (botany): J.Phillips
- Stuttgart Database of Scientific Illustrators 1450–1950: 4270
- Gemeinsame Normdatei: 116176563
- International Standard Name Identifier: 0000 0000 7823 2988
- Library of Congress Control Number: n80010385
- Nationale Bibliotheek van Israël: 987007350460005171
- Nederlandse Thesaurus van Auteursnamen: 197577822
- Istituto Centrale per il Catalogo Unico: PUVV333447
- LIBRIS: 315991
- SNAC: w6f486cp
- Système universitaire de documentation: 033004544
- Union List of Artist Names: 500102067
- Virtual International Authority File: 96438541
- WorldCat: E39PBJjtfvx4MR4rKvcQ3JFxjC